# Gloeosporiella rosicola
Gloeosporiella rosicola är en svampart som beskrevs av Cavara 1891. Gloeosporiella rosicola ingår i släktet Gloeosporiella, divisionen sporsäcksvampar och riket svampar.   Inga underarter finns listade i Catalogue of Life.